# Sherman (Maine)
Sherman – miasto w Stanach Zjednoczonych, w stanie Maine, w hrabstwie Aroostook.